# ترگالیندو
ترگالیندو (به اسپانیایی: Torregalindo) یک شهرستان در اسپانیا است که در کاستیا و لئون واقع شده است.

## خصوصیات
ترگالیندو ۱۵ کیلومترمربع مساحت و ۱۲۶ نفر جمعیت دارد.